# Azurit
Azuritul (sau Chessylit) este un mineral răspândit, care face parte din clasa carbonaților hidroxilați. Cristalizează în sistemul monoclinic având formula chimică Cu3(CO3)2(OH)2. Habitusul azuritului fiind sub formă de cristale colonare scurte, sau sub formă tabulară, cristalele sunt de o culoarea albastră intensă, culoare care a determinat denumirea de azurit a mineralului. Duritatea pe scara Mohs este de 3,5 - 4, iar densitatea de 3,8, urma fiind de culoare albastră deschisă. Dacă nu se cunoaște compoziția chimică datorită pseudomorfozei se poate confunda cu malachitul.

## Formare răspândire
Azuritul este un mineral secundar, care se formează prin procesele chimice de degradare a calcopiritei sau altor minerale din categoria sulfiților de fier sau cupru. Prin hidratare se transformă în malachit, din care poate fi găsit frecvent asociat cu mineralul originar nedegradat.
Locurile mai importante unde s-a descoperit mineralul sunt: Guangdong în China, Chessy/Lyon în Franța, Touissit în Maroc, Tsumeb în Namibia, ca și Bisbee/Arizona și La Sal/Utah în USA.

## Istoric
Denumirea de „azurit” este dată după culoare, în anul 1824 de mineralogul francez François Beudant.

## Utilizare
Azuritul este un mineral care conține cupru, din care cauză face parte din zăcămintele cu o importanță economică deosebită. În Egiptul antic a fost folosit ca bijuterie sau pigment de culoare albastră. În Evul Mediu fiind folosit ca și lazuritul la ilustrațiile colorate a cărților și manuscriselor.
Este mineralul din care s-a obținut celebrul „albastru de Voroneț”. 

## Imitații, credințe
Deoarece azuritul are o duritate mică, fiind poros și cu un clivaj bun, s-a renunțat la folosirea mineralului pe scară largă ca piatră prețioasă. Când însă este folosit ca piatră la bijuterii e necesară stabilizarea și îmbunătățirea luciului mineralului prin acoperire cu un strat de substanță plastică.
În curentul ezoteric mineralul este considerat ca piatra dezvoltării spirituale, având un efect de potențare a atenției și concentrării mentale, având în general un efect pozitiv asupra sistemului nervos, de regenerare și dezintoxicare a organismului.